# Alexandre Cabral
Alexandre Cabral (n. 17 octombrie 1917, Lisabona – d. 21 noiembrie 1996) a fost un scriitor portughez.

## Biografie
A frecventat, cu numele său real José dos Santos Cabral, Școala Fiilor de Militari (actualul Institut Militar al fiilor de militari), dar a decis să se angajeze la vârsta de cincisprezece ani, efectuând diverse profesii și chiar emigrând în fostul Congo Belgian unde a rămas timp de trei ani. După întoarcerea sa în Portugalia, a fost redactor al unei agenții de știri, apoi agent de publicitate și funcționar la o firmă din industria farmaceutică. Mai târziu a lucrat la o agenție de publicitate și a studiat în același timp la Facultatea de Litere a Universității din Lisabona, unde a devenit licențiat în științe istorice și filozofice.
A făcut parte din curentul literar neo-realist și s-a specializat ca un cunoscător profund al operei lui Camilo Castelo Branco, căruia i-a dedicat, în afară de adnotări, studii de texte și adunarea vastei corespondențe și a polemicilor literare, zeci și zeci de ani de studiu permanent și de cercetare. Această dăruire atentă de cercetător al operei camiliene a culminat cu elaborarea unui important dicționar camilian, care-l impune ca pe unul dintre cei mai importanți și mai competenți specialiști în opera vastă a acestui autor portughez.
În afară de colaborarea regulată la ziare și reviste, el a făcut parte din organele de conducere ale unor importante instituții de cultură, fiind elementul proeminent în formarea Societății Scriitorilor Portughezi și membru în primul consiliu de conducere prezidat de Aquilino Ribeiro. S-a dedicat, de asemenea, activității traducător literar, fiind de menționat contribuția sa la difuzarea în mediul cultural portughez al operelor scriitorilor Roger Martin du Gard, Anatole France, Claude Roy, Jaroslav Hasek și Mihail Sadoveanu. A prefațat scrieri ale mai multor scriitori portughezi și a colaborat la cărți de omagii sau de istorie cultural-politică cu mărturii literare de mare importanță. În primele sale romane a folosit pseudonimul Z. Larbak.
El a trăit o mare parte din viața sa în Bairro de São Miguel, mai precis în Rua Frei Tomé de Jesus, în parohia Alvalade din Lisabona. El a fost nu numai scriitor și cercetător, ci și un luptător pentru democrație în Portugalia.
A fost decorat cu Ordinul Infantele D. Henrique în grad de mare ofișțer de către președintele republicii, Dr. Mário Soares.

## Opera

### Povestiri și romane
- 1937 - Cinzas da Nossa Alma
- 1938 - Contos Sombrios
- 1942 - O Sol Nascerá um Dia
- 1947 - Contos da Europa e da África
- 1949 - Fonte da Telha
- 1953 - Terra Quente
- 1955 - Malta Brava
- 1956 - Histórias do Zaire
- 1961 - Margem Norte
- 1970 - Memórias de um Resistente

### Piesă de teatru
- 1959 - As Duas Faces

### Opere camiliene
- 1962-1970 - As Polémicas de Camilo (reeditată în 1981-1982)
- 1978 - Estudos Camilianos
- 1980 - CCB Roteiro Dramático de um Profissional das Letras
- 1984 - Correspondência (neterminată)
- 1986 - Subsídio para uma Interpretação da Novelística Camiliana
- 1989 - Dicionário de Camilo Castelo Branco

### Traduceri
- Mihail Sadoveanu, A machadinha (Baltagul), Edicão Livra do Brasil, Lisabona, 1962.